# Sollentuna köping
Sollentuna köping var en köping och kommun i Stockholms län.

## Administrativ historik
Sollentuna köping bildades den 1 januari 1944 (enligt beslut den 12 november 1943) genom en ombildning av Sollentuna landskommun (med det inom landskommunen belägna Norrvikens municipalsamhälle). Den nya köpingen hade 14 359 invånare och omfattade en areal av 53,10 km², varav 49,59 km² land.
Först gällde bara brandstadgan och byggnadsstadgan i köpingen, men enligt beslut den 1 februari 1946 gällde samtliga av stadsstadgorna i Sollentuna köping.
Den 1 januari 1949 (enligt beslut den 30 mars 1948) överfördes till köpingen från den upplösta Spånga landskommun ett område (Silverdal) med 89 invånare och omfattande 1,47 km², varav allt land.
Sollentuna köping påverkades inte av kommunreformen den 1 januari 1952.
Den 1 januari 1955 överfördes från Sollentuna köping och församling till Järfälla landskommun och Järfälla norra kyrkobokföringsdistrikt ett område (Kallhälls villastad) med 295 invånare och en areal av 0,31 km², varav allt land.
Den 1 januari 1959 överfördes till Sollentuna köping och församling från Stockholms stad och Spånga kyrkobokföringsdistrikt ett obebott område omfattande en areal av 0,70 km², varav allt land.
Sollentuna köping ombildades genom kommunreformen den 1 januari 1971 till Sollentuna kommun.

### Judiciell tillhörighet
I judiciellt hänseende hörde köpingen till Sollentuna och Färentuna domsaga och domsagans tingslag.

### Kyrklig tillhörighet
Köpingen tillhörde i kyrkligt hänseende till Sollentuna församling.

## Köpingvapen
Blasonering: I blått fält en balk av guld, belagd med tre stolpvis ställda röda vikingaskepp, stående på rullar och försedda med beslaget blått segel, blå drakhuvuden och sju blå sköldar på relingen samt blå vimpel.
Sollentuna kommunvapen innehåller en bild som skall minna om den handelsplats i Sollenuna som skall ha funnits redan före vikingatiden, där skepp drogs med stockar över land till nästa farled. Vapnet fastställdes 1946. Det registrerades av kommunen hos Patent- och registreringsverket 1974.

## Befolkningsutveckling
| Befolkningsutvecklingen i Sollentuna köping 1945–1970 | Befolkningsutvecklingen i Sollentuna köping 1945–1970 | Befolkningsutvecklingen i Sollentuna köping 1945–1970 | Befolkningsutvecklingen i Sollentuna köping 1945–1970 | Befolkningsutvecklingen i Sollentuna köping 1945–1970 |
| --- | ----------------------------------------------------- | ----------------------------------------------------- | ----------------------------------------------------- | ----------------------------------------------------- |
| |                                                       |                                                       |                                                       |                                                       |
| År |                                                       |                                                       | Folkmängd                                             |                                                       |
| 1945 | 1945                                                  |                                                       | 15 571                                                |                                                       |
| 1950 | 1950                                                  |                                                       | 18 497                                                |                                                       |
| 1955 | 1955                                                  |                                                       | 20 887                                                |                                                       |
| 1960 | 1960                                                  |                                                       | 25 090                                                |                                                       |
| 1965 | 1965                                                  |                                                       | 32 893                                                |                                                       |
| 1970 | 1970                                                  |                                                       | 37 617                                                |                                                       |
| Anm: För år 1945: befolkning enligt folkräkning 31 december enligt den administrativa indelningen den 1 januari följande år. 1950 avser befolkning enligt folkräkning den 31 december enligt den administrativa indelningen den 1 januari 1952. 1955 avser den kyrkobokförda befolkningen den 31 december enligt den administrativa indelningen den 1 januari följande år. 1960 & 1965 avser befolkning enligt folkräkning den 1 november enligt den administrativa indelningen den 1 januari följande år. 1970 avser befolkning enligt folkräkning den 1 november 1970 i det område som köpingen omfattade när den bildade Sollentuna kommun 1 januari 1971. |                                                       |                                                       |                                                       |                                                       |

## Geografi
Sollentuna köping omfattade den 1 januari 1946 en areal av 53,10 km², varav 49,59 km² land, och den 1 januari 1952 en areal av 54,57 km², varav 51,06 km² land. Båda dessa arealsiffror var baserade på Rikets allmänna kartverks kartor i skala 1:20 000 upprättade 1901-1906. Efter nymätningar och arealberäkningar färdiga den 1 januari 1955 baserat på nya kartor (ekonomiska kartan i skala 1:10 000) omfattade köpingen den 1 januari 1961 en areal av 55,00 km², varav 51,97 km² land.

### Tätorter i köpingen 1965
| Tätort     | Folkmängd |
| ---------- | --------- |
| Sollentuna | 28 534    |
| Rotebro    | 3 757     |
| Viby       | 602       |

Tätortsgraden i köpingen var den 1 november 1965 100,0 procent.

### Tätorter i köpingen 1960
| Tätort     | Folkmängd |
| ---------- | --------- |
| Sollentuna | 21 239    |
| Rotebro    | 2 597     |
| Viby       | 499       |

Tätortsgraden i köpingen var den 1 november 1960 97,0 procent.

### Tätorter i köpingen 1950
| Tätort           | Folkmängd |
| ---------------- | --------- |
| Sollentuna       | 14 504    |
| Rotebro          | 1 808     |
| Skäl             | 564       |
| Kallhäll, del av | 308       |

Tätortsgraden i köpingen var den 31 december 1950 92,9 procent.

## Näringsliv
Vid folkräkningen den 31 december 1950 var kommunens befolknings huvudnäring uppdelad på följande sätt:
- 45,2 procent av befolkningen levde av industri och hantverk
- 20,6 procent av handel
- 13,3 procent av offentliga tjänster m.m.
- 13,1 procent av samfärdsel
- 3,3 procent av jordbruk med binäringar
- 1,0 procent av husligt arbete
- 0,0 procent av gruvbrytning
- 3,4 procent av ospecificerad verksamhet.

Av den förvärvsarbetande befolkningen jobbade 14,8 procent i metallindustrin och 12,1 procent med byggverksamhet. 62,3 procent av de förvärvsarbetande hade sin arbetsplats utanför kommunen.

## Politik

### Mandatfördelning i valen 1946-1966
| 5 | 19 | 10 | 6 |

| 31 | 9 |

| 20 | 16 | 4 |

| 34 | 6 |

| 2 | 18 | 13 | 7 |

| 33 | 7 |

| 2 | 18 | 2 | 8 | 10 |

| 33 | 7 |

|  | 18 | 2 | 10 | 9 |

| 34 | 6 |

| 2 | 14 | 3 | 11 |  | 9 |

| 33 | 7 |